# Občina Tolmin
Občina Tolmin je ena od občin v Republiki Sloveniji z 11.000 prebivalci (2020) in središčem v Tolminu, njen večji del pa leži v dolini Soče. Na severu z gorskimi vrhovi Vogel, Rodica, Črna prst in Bogatin meji na občino Bohinj.

## Naselja v občini
Bača pri Modreju, Bača pri Podbrdu, Bukovski Vrh, Čadrg, Čiginj, Daber, Dolenja Trebuša, Dolgi Laz, Dolje, Drobočnik, Gabrje, Gorenja Trebuša, Gorenji Log, Gorski Vrh, Grahovo ob Bači, Grant, Grudnica, Hudajužna, Idrija pri Bači, Kal, Kamno, Kanalski Lom, Klavže, Kneške Ravne, Kneža, Koritnica, Kozaršče, Kozmerice, Kuk, Lisec, Ljubinj, Logaršče, Loje, Modrej, Modrejce, Most na Soči, Obloke, Pečine, Petrovo Brdo, Podbrdo, Podmelec, Polje, Poljubinj, Ponikve, Porezen, Postaja, Prapetno, Prapetno Brdo, Roče, Rut, Sela nad Podmelcem, Sela pri Volčah, Selce, Selišče, Slap ob Idrijci, Stopnik, Stržišče, Temljine, Tolmin, Tolminske Ravne, Tolminski Lom, Trtnik, Volarje, Volčanski Ruti, Volče, Zadlaz-Čadrg, Zadlaz-Žabče, Zakraj, Zatolmin, Znojile, Šentviška Gora, Žabče

## Zgodovina in razvoj

### 19. stoletje do prve svetovne vojne
V začetku 20. stoletja je občina Tolmin spadala pod okrajno glavarstvo Tolmin in sodni okraj Tolmin. Občina Tolmin je bila razdeljena še na manjše davčne občine. Tolmin je obsegal naslednje: Čadrg, Dolje, Ljubinj, Podmelec, Poljubinj, Ravne – Žabče, Volarje in Zatolmin. Tedaj so bile občine velik posrednik volje ljudi pri višjih državnih oblasteh. Leta 1850 so odpravili staro Bovško glavarstvo in vse združili v Tolminsko, ki je bilo takrat eno okrajno glavarstvo. Leta 1854 so Tolminsko glavarstvo razdelili na tri okraje, in sicer Tolmin, Bovec in Cerkno. Leta 1868 so bili vsi trije okraji združeni v okraj Tolmin, kateremu je bil leta 1895 tudi Kobarid z vasmi, ki danes pripadajo občini Kobarid. V taki obliki je deloval vse do prve svetovne vojne. Občina Tolmin je pred prvo svetovno vojno obsegala trg Tolmin z vasmi Zatolmin, Poljubinj, Ljubinj, Prapetno, Ljubinj, Podmelec, Sela nad Podmelcem, Žabče, Zadlaz – Žabče, Zadlaz – Čadrg, Čadrg, Dolje, Gabrje, Selišče in Volarje. V popisu leta 1869 je na območju Takratne občine Tolmin živelo 4924 prebivalcev. Od tega jih je v trgu Tolmin živelo 846.

### Obdobje med obema vojnama
Leta 1915 je Posočje postalo del jugozahodnega bojišča, katerega del je bila tudi Soška fronta, ki je potekala tudi čez ozemlje občine Tolmin. Takrat se je zelo oslabila demografska slika pokrajine. Ob koncu vojne je občina Tolmin pristala pod italijansko oblastjo. Postala je del Julijske krajine in bila od leta 1920 tudi uradno del italijanske države skupaj z ostalo Primorsko. Do prihoda fašizma na oblast je Tolminska spadala skupaj z ostalim Avstrijskim primorjem pod upravo narodne italijanske parlamentarne vlade. Okraji so se preimenovali v okrožja in vodili so jih vojaški in civilni guvernerji, vse dokler teh niso nadomestili perfekti in podperfekti. Leta 1922 so bile v Tolminu zadnje volitve, kjer so Tolminci volili slovenskega župana.  Slednji so prevzeli praktično vse v svoje roke in uradovali po italijanskem vzorcu. Od leta 1923 dalje je tolminsko ozemlje znotraj Goriškega okraja priključeno Furlanski pokrajini s sedežem prefekture v Vidmu. Kot sodni okraj pa je bil tolminski sodni okraj pridružen priključen idrijskemu. Stvar se spremeni leta 1926, ko je vlada odpravila občinsko samostojnost v celoti in je predsednike občin od takrat naprej imenovala prefektura. Že leta 1927 pa so ukinili vse podprefekture in ustanovili Goriško pokrajino s svojim perfektom, pod katero je spadala tudi tolminsko okrožje poleg goriškega. Začeli so združevati občine in v sklopu tega so bile tolminski občini priključene še Volče. Od leta 1926 je občino upravljal vladni uslužbenec ali »podestá,« ki ga je vlada imenovala za štiri leta. Nadzor italijanskih oblasti nad primorskimi lokalnimi skupnostmi je bil takrat celovit. Tako je ostalo vse do leta 1943, ko je Italija kapitulirala. To je pripomoglo do močne in agresivne raznarodovalne politike v vseh primorskih občinah.

### Čas druge svetovne vojne
V času druge svetovne vojne je na Tolminskem deloval okrožni odbor Osvobodilne fronte in poleg njega tudi okrožni komite Komunistične partije za Tolminsko. Oba sta bila leta 1944 reorganizirana v Zapadno okrožje z Okrajnim komitejem Komunistične partije in Okrajni narodnoosvobodilni odbor. Okrožni odbor OF se je delil na šest rajonov, ki so bili na območju današnjih občin Tolmin, Kobarid in Bovec. Rajoni so se naprej delili v vasi oz. v vaške odbore OF.

### Čas po drugi svetovni vojni
Takoj po drugi svetovni vojni je prešlo celotno ozemlje Primorske, ki je bilo po prvi svetovni vojni priključeno Italiji, pod začasno zavezniško upravo. Slednje je bilo razdeljeno na cono A  in cono B. Pod cono A je spadala Slovenska Benečija in del Tolminskega na desnem bregu Soče, pod cono B pa je spadal levi breg Soče do predvojne italijansko-jugoslovanske meje. Leta 1947 je bilo ozemlje priključeno Jugoslaviji in do leta 1952 je bil oblikovan okraj Tolmin, h kateremu so spadale občine Bovec, Breginj, Cerkno, Grahovo, Kobarid, Most na Soči, Spodnja Idrija, Trebuša in mestni občini Idrija in Tolmin. Čez tri leta so nastale na območju okraja Tolmin občine Bovec, Kobarid, Tolmin, Cerkno in Idrija. Končno je leta 1961 prišlo na območju tedanjega okraja Tolmin do nastanka dveh občin z združitvijo občin Tolmin, Kobarid in Bovec v občino Tolmin, ter občini Idrija in Cerkno v občino Idrija. Leta 1980 so na podlagi meja katastrskih občin določili mejo občine Tolmin. Pod okrilje občine Tolmin je tako spadalo 39 krajevnih skupnosti, ki so pokrivale 117 naselij. Na področju omenjene občine je ob združitvi občine leta 1961 živelo 23 503 ljudi, ob štetju leta 1971 pa 21 931 ljudi. Občina je takrat obsegala 950, 5 km² in tako veljala za največjo občino v Jugoslaviji.

### Čas po osamosvojitvi Slovenije
Po osamosvojitvi Slovenije leta 1991 je prišlo do velikih sprememb na področju lokalne samouprave na področju Republike Slovenije. Takrat so se začeli resni pogovori o preoblikovanju občine Tolmin, ki je bila takrat največja občina v Sloveniji, velika kar 950,5 km². Občino so hoteli razdeliti na občine Tolmin, Kobarid in Bovec, predlagali pa so tudi ustanovitev občin Most na Soči, Podbrdo, Drežnica in Breginj. 29. maja 1994 je bil na omenjenih območjih izveden referendum. V naslednjem letu je dotedanja občina Tolmin razpadla na Občine Tolmin, Kobarid in Bovec.

## Reke s pritoki
- Soča
  - Idrijca
    - Belca
    - Zala
    - Cerknica
    - Bača
      - Kneža
      - Koritnica

    - Nikova
    - Kanomljica
    - Trebuščica

  - Tolminka
    - Zadlaščica
    - Podpasica
    - Peščak

## Prijateljska mesta/občine
- Vicchio,  Italija od 1981
- Beljak,  Avstrija od 2014